# 8 (álbum de JJ Cale)
#8 es el octavo álbum de estudio del músico estadounidense JJ Cale, publicado por la compañía discográfica Mercury Records en septiembre de 1983. Fue el primer álbum de Cale en no entrar en la lista estadounidense Billboard 200 y el último trabajo de estudio en siete años, hasta el lanzamiento de Travel-Log.

## Lista de canciones
Todas las canciones escritas y compuestas por JJ Cale excepto donde se anota. 
| N.º | Título                    | Escritor(es)                | Duración |  |
| 1.  | «Money Talks»             | JJ Cale, Christine Lakeland | 4:19     |  |
| 2.  | «Losers»                  | JJ Cale, Christine Lakeland | 2:40     |  |
| 3.  | «Hard Times»              |                             | 3:55     |  |
| 4.  | «Reality»                 |                             | 2:22     |  |
| 5.  | «Takin' Care of Business» |                             | 2:10     |  |
| 6.  | «People Lie»              |                             | 2:11     |  |
| 7.  | «Unemployment»            |                             | 4:09     |  |
| 8.  | «Trouble in the City»     |                             | 3:22     |  |
| 9.  | «Teardrops in My Tequila» | Paul Craft                  | 2:15     |  |
| 10. | «Livin' Here Too»         |                             | 2:18     |  |

## Personal
- JJ Cale: voz, guitarra, piano, bajo y batería
- Steve Ripley: guitarra
- Ray Edenton: guitarra
- Weldon Myrick: pedal steel guitar
- Bob Moore: bajo
- Jim Karstein: batería
- Tim Drummond: batería
- Karl Himmel: batería
- Buddy Harman: batería
- Glen D. Hardin: batería y teclados
- Christine Lakeland: voz y teclados
- Tony Migliore: piano
- Spooner Oldham: teclados

## Posición en listas
| País        | Lista                | Posición |
| ----------- | -------------------- | -------- |
| Reino Unido | UK Albums Chart      | 47       |
| Suecia      | Swedish Albums Chart | 36       |